# Morze Wattowe
Morze Wattowe (czasami też Morze Wattów; duń. Vadehavet; fryz. Waadsee; niderl. Waddenzee; niem. Wattenmeer) – akwen, pomimo nazwy niebędący morzem, obejmujący przybrzeżne wody Zatoki Niemieckiej (południowo-wschodnia część Morza Północnego) położony pomiędzy kontynentem a łańcuchem Wysp Fryzyjskich. Morze Wattowe obejmuje przybrzeżne wody Holandii, Niemiec i Danii, jednak czasami wśród polskich geografów głoszony jest pogląd, że akwen ten znajduje się wyłącznie w Holandii pomiędzy Wyspami Zachodniofryzyjskimi a kontynentalnym wybrzeżem Holandii.
Morze Wattowe, rozciągające się od wyspy Texel w Holandii do wyspy Fanø w Danii, ma około 450 km długości i 10–30 km szerokości. Jest to akwen płytki, znaczną jego część stanowią watty (in. osuchy), tj. szerokie równiny pływowe odsłaniane w czasie odpływu morza.
Ze względu na swoje unikatowe walory przyrodnicze, cały obszar Morza Wattowego jest obecnie objęty ochroną i uznany, na podstawie konwencji ramsarskiej, za „obszar wodno-błotny mający znaczenie międzynarodowe”. Cała część holenderska i niemal cała niemiecka tworzą cztery światowe rezerwaty biosfery. Dodatkowo w części holenderskiej akwenu utworzono Park Narodowy Schiermonnikoog (hol. Nationaal Park Schiermonnikoog) oraz Park Narodowy Duinen van Texel (hol. Nationaal Park Duinen van Texel), w części niemieckiej Park Narodowy Szlezwicko-Holsztyńskiego Morza Wattowego (niem. Nationalpark Schleswig-Holsteinisches Wattenmeer), Park Narodowy Hamburskiego Morza Wattowego (niem. Nationalpark Hamburgisches Wattenmeer), Park Narodowy Dolnosaksońskiego Morza Wattowego (niem. Nationalpark Niedersächsisches Wattenmeer).
Trzy państwa leżące nad Morzem Wattowym prowadzą ciągłą współpracę w zakresie chronienia tego akwenu – w tym celu m.in. utrzymywany jest stały Wspólny Sekretariat Morza Wattowego.
W 2009 roku obszar Morza Wattowego został wpisany na listę światowego dziedzictwa UNESCO, jako obiekt transgraniczny w Niemczech i Holandii. Obecnie, po zmianie wpisu w 2014 roku, jest to obiekt transgraniczny w trzech państwach: Niemczech, Holandii i Danii.

## Galeria

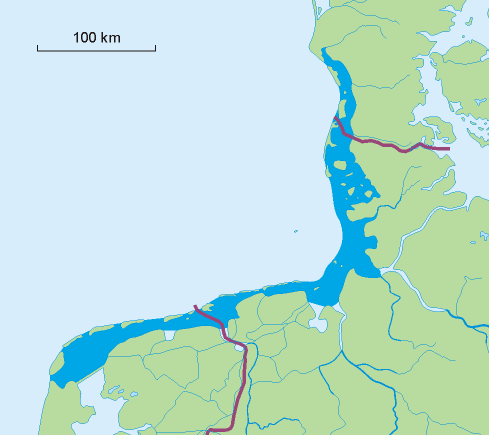
Mapa Morza Wattowego
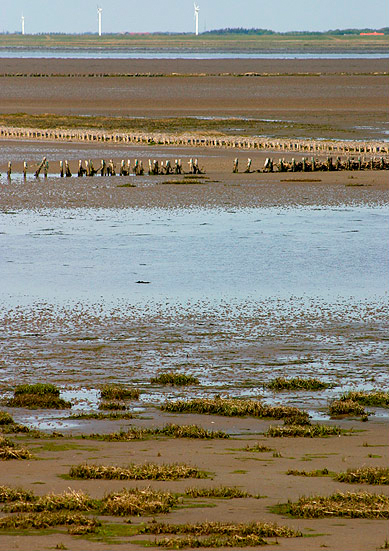
Morze Wattowe przy wyspie Rømø w Danii
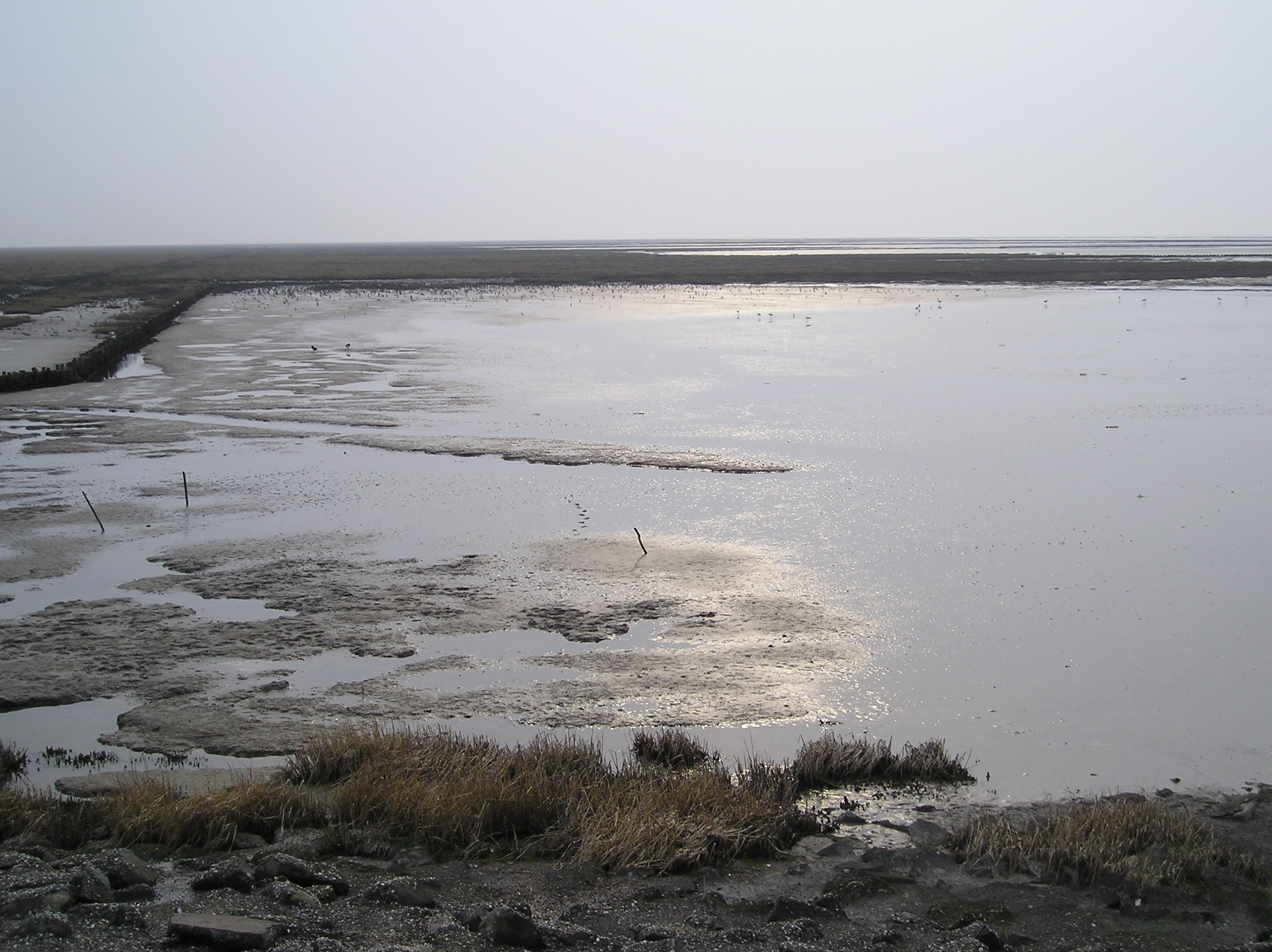
Morze Wattowe widziane z przystani promowej niedaleko Holwerd we Fryzji, Holandia